# Semana de Cine de Medina del Campo
La Semana de Cine de Medina del Campo es una festival cinematográfici que se desarrolla en la ciudad de Medina del Campo, Valladolid, comunidad autónoma de Castilla y León, España, desde 1988.

## Fecha de inicio
La Semana de cine de Medina del Campo inició su andadura en 1988 como propuesta cultural del ayuntamiento medinense, constituyéndose con el paso de los años en un festival de relevancia nacional, presentándose un total de 400 trabajos para la edición de 2009. Desde su inicio ha estado dirigida por Emiliano Allende Zapatero, quien también es el director de la Semana Internacional de la Música de Medina del Campo. 